# Odrava
Obec Odrava (německy Kulsam) se nachází v okrese Cheb v Karlovarském kraji. Žije zde 232 obyvatel.

## Historie
První písemná zmínka o obci pochází z roku 1370.

## Obyvatelstvo
Při sčítání lidu v roce 1921 zde žilo 152 obyvatel, až na jednoho Čechoslováka všichni německé národnosti. K římskokatolické církvi se hlásilo 149 obyvatel, tři k evangelické.
| Rok            | 1869 | 1880 | 1890 | 1900 | 1910 | 1921 | 1930 | 1950 | 1961 | 1970 | 1980 | 1991 | 2001 | 2011 | 2021 |
| -------------- | ---- | ---- | ---- | ---- | ---- | ---- | ---- | ---- | ---- | ---- | ---- | ---- | ---- | ---- | ---- |
| Počet obyvatel | 886  | 828  | 766  | 713  | 744  | 700  | 787  | 373  | 299  | 262  | 229  | 204  | 198  | 198  | 223  |
| Počet domů     | 126  | 127  | 130  | 119  | 117  | 113  | 125  | 104  | 80   | 70   | 68   | 84   | 82   | 82   | 102  |

## Osobnosti
- Adolf Bachmann – historik a politik německé národnosti, zemský a říšský poslanec

## Galerie

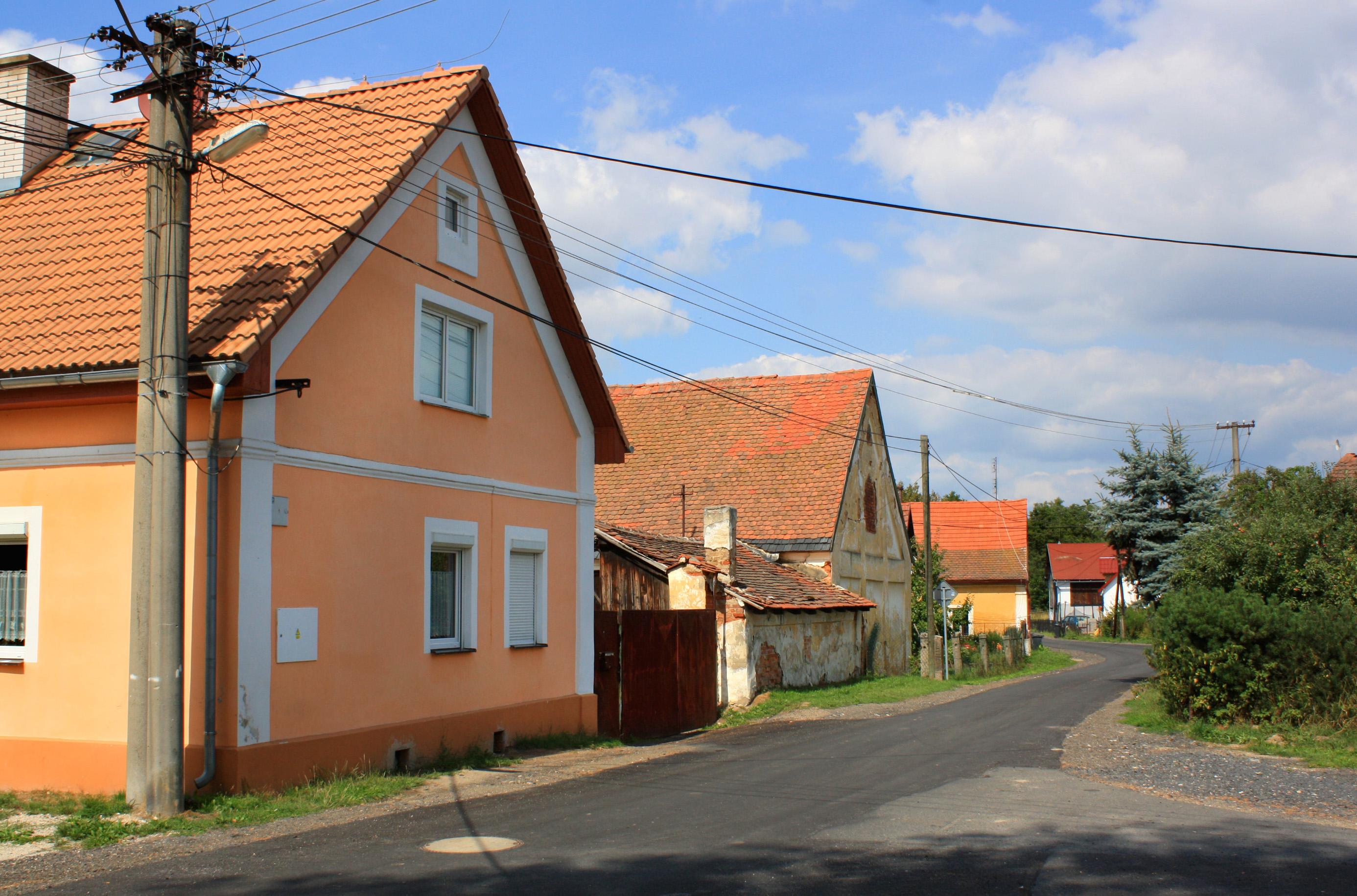
Silnice k Mostovu
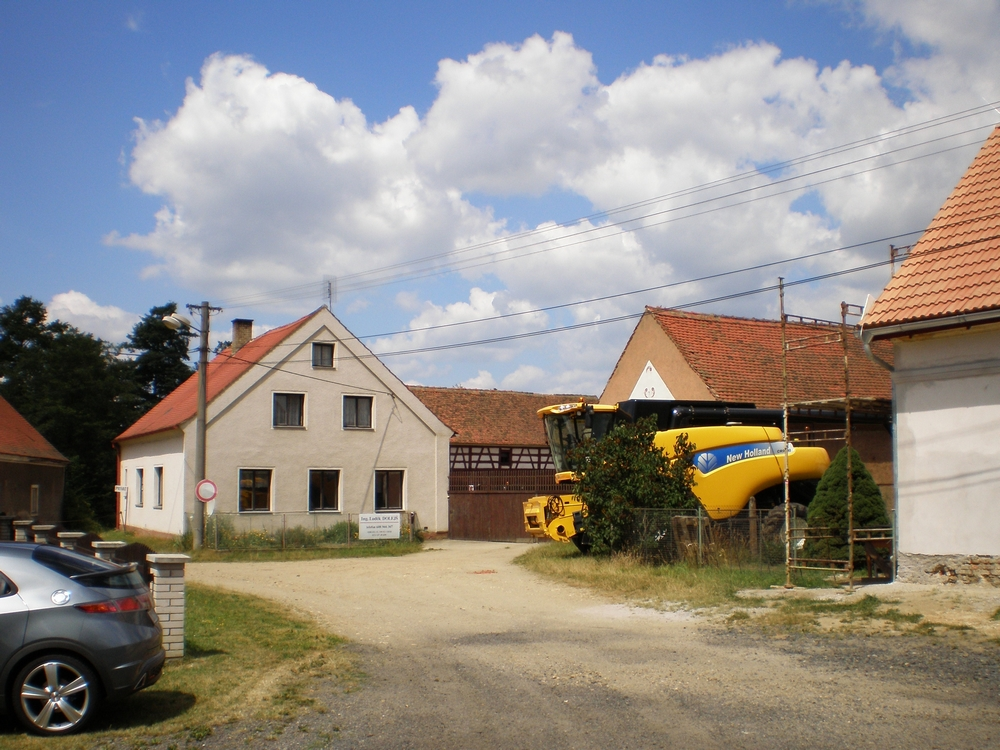
Statek
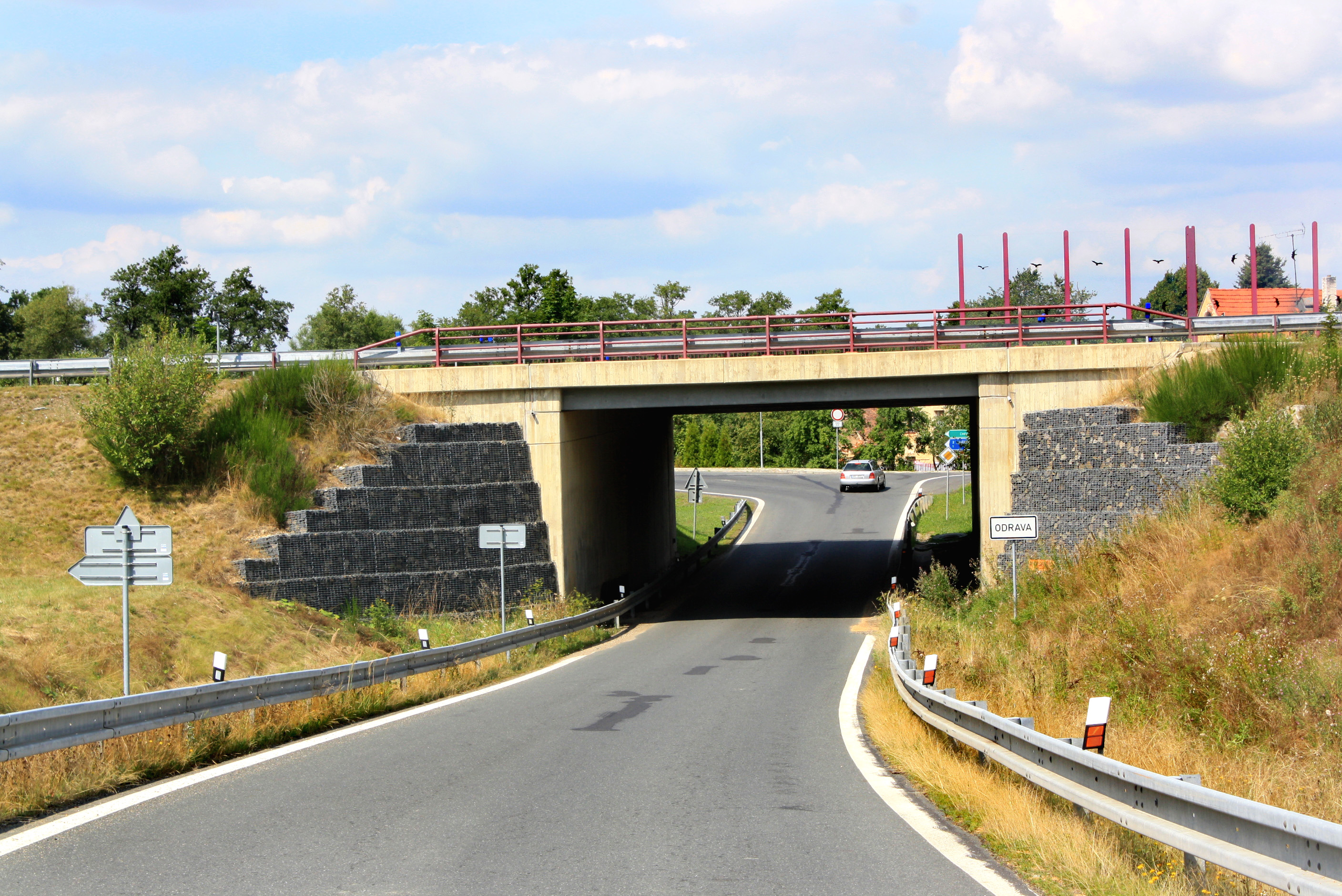
Podjezd pod dálnicí D6